# MAN L2x6V 17,5/18

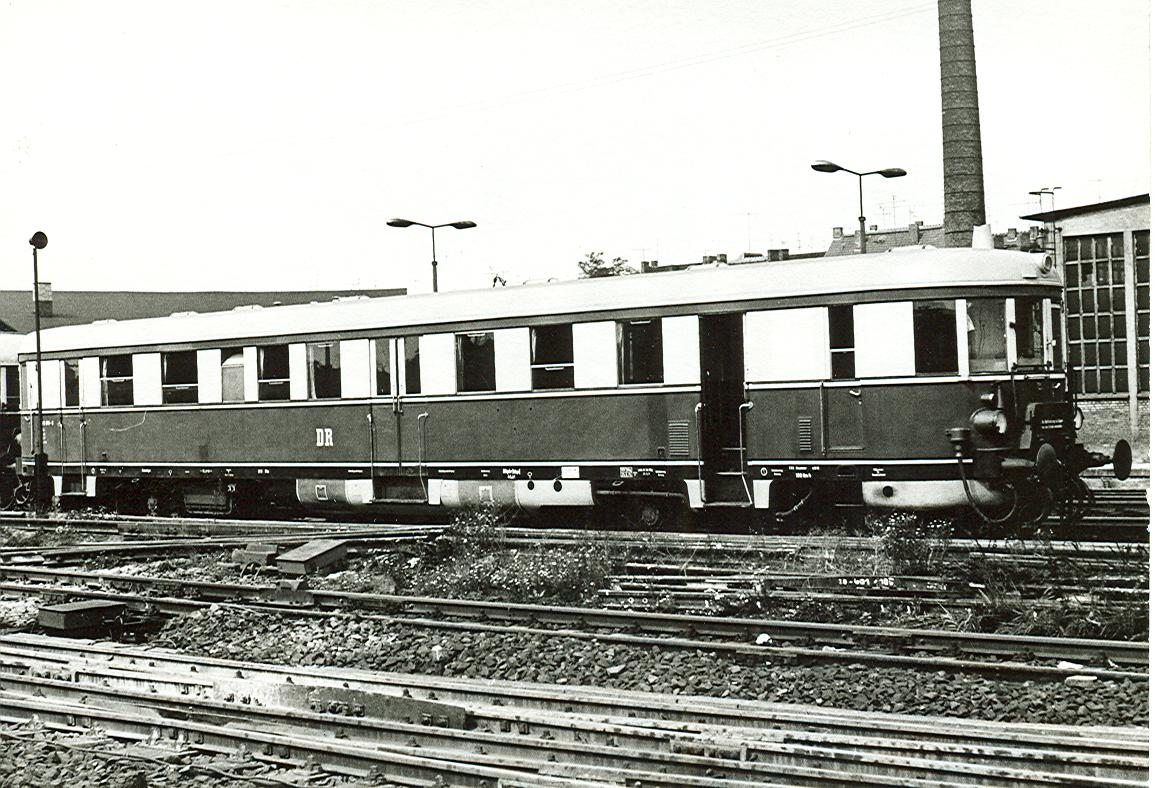
Der erste Triebwagen mit L2x6V 17,5/18-Motor war ein Einheitstriebwagen mit Essener Grundriss, der VT 137 074

Von den vor dem Zweiten Weltkrieg schwere Bahn-Dieselmotoren produzierenden Firmen ging MAN einen eigenen Weg, um den Übergang vom serienreifen Sechszylinder-Reihenmotor zum Zwölfzylinder-V-Motor zu beherrschen.

## Geschichte
1934 erschien mit dem Triebwagen 137 074 zum ersten Mal der Motor L2×6V 17,5/18, der im Prinzip aus zwei V-förmig zusammengebauten Sechszylinder-Reihenmotoren als Saugmotor bestand. Die zwei Kurbelwellen waren durch Stirnzahnräder gekuppelt und auf einen gemeinsamen Abtrieb geführt. Wie bei den Motoren von Maybach-Motorenbau war dieser Motor in einem Hilfsrahmen gelagert und in drei Punkten im Maschinendrehgestell des Triebwagens aufgehängt. Von diesen sogenannten Zweiwellenmotoren wurden zum 1. Januar 1937 insgesamt 46 Exemplare im Bestand der Deutschen Reichsbahn geführt. Obwohl vom Aufbau her völlig anders, konnten Maschinendrehgestelle von Maybach mit denen von MAN getauscht werden. Schon 1935 erschien bei MAN ein Zwölfzylinder-Viertakt-Einwellen-Motor mit der Bezeichnung MAN L 12V 17,5/18. Während der erste Zweiwellenmotor im 137 074 bereits nach 11.000 Kilometern repariert und 1939 gegen einen anderen Typ getauscht werden musste, wurden die anderen Zweiwellen-Einheiten erst nach dem Zweiten Weltkrieg gegen Ersatzmotoren getauscht. Neben der Variante als Saugmotor produzierte MAN eine leistungsstärkere Version des Motors mit Motoraufladung und der Bezeichnung MAN L2x6V 17,5/18A.

## Aufbau und Bauteile

### Grundaufbau
Das Gehäuse des Motors war eine Schweißkonstruktion und bestand aus Stahlgussteilen für die Querwände des Kurbelgehäuses und aus Stahlblechen. Die beiden Kurbelwellen waren je siebenfach in Gleitlagern gelagert. Gegenüber dem im 137 074 eingebauten Versuchsmuster wurde bei den weiteren Motoren das Lagerspiel leicht vergrößert. Dafür musste eine leistungsfähigere Schmierölpumpe eingebaut werden. Der Schmierölvorrat betrug 65 kg und wurde in der Ölwanne mitgeführt, von der Ausführungen aus Stahlblech und aus Leichtmetall existierten. Die Ausführung als Zweiwellenmotor mit einer gemeinsamen Abtriebswelle verlangte besondere Maßnahmen zur Unterdrückung von Stößen und unerwünschter Drehschwingungen. Dafür wurden die Übertragungsräder mit der Kurbelwelle durch ringförmige Federkörper verbunden, diese stützten sich in den Kurbelwellenflanschen sowie in den Zahnradkörpern ab.
Die Kurbelwelle bestand aus Sonderstahl und war einsatzgehärtet. Die Pleuelstangen bestanden aus Chrom-Nickel-Stahl und waren mit Bleibronzelagern auf der Kurbelwelle gelagert. Die Lagerung auf dem Kolbenbolzen wurde mit Bronze-Lagern ausgeführt. Bei diesen Lagerungen wurden verschiedene Versuche durchgeführt, von denen sich die Ausführung mit Stützschale aus Stahl sowie eingeschleuderter Bronze (Thermodur-Lager) am besten bewährte. Darum wurde diese Lagerausführung bei allen Motoren im Ausbesserungswerk umgestellt.
Die Leichtmetallkolben waren aus einer Aluminium-Legierung und mit dem Pleuel durch einen im Kolben festsitzenden Bolzen verbunden. Jeder Kolben besaß vier Dichtringe und zwei Ölabstreifringe. Je Zylinder waren zwei Einlass- und zwei Auslassventile vorhanden. Die Ventile hatten einen Durchmesser von 62 mm und wurden durch Kipphebel von der oben liegenden Nockenwelle gesteuert. Die Nockenwelle wurde durch eine Steuerkette und Zahnräder von der Kurbelwelle aus angetrieben.
Die Zylinderlaufbuchsen bestanden aus Stahlrohr. Sie waren mit dem Zylinderdeckel verschraubt und wurden im Kurbelgehäuse durch einen Ring geführt, der die axiale Ausdehnung der Laufbuchsen nach unten zuließ.

### Kraftstoffsystem und Motorsteuerung
Der Motor arbeitet mit Direkteinspritzung des Kraftstoffes. Dafür wurde für jeden Zylinder ein eigenes Einspritzventil von MAN verwendet, die 1939 durch solche von Bosch ausgetauscht wurden. Die Einspritzung erfolgte durch eine Achtloch-Düse mit einem Lochkreis-Durchmesser von 0,22 mm unter einem Einspritzdruck von 200 bar. Die Kraftstoffförderung zu den Einspritzpumpen übernahm eine Doppelmembranpumpe. Der für den Betrieb benötigte Kraftstoff wurde in drei Behältern mit je 330 l mitgeführt.
Gesteuert wurde der Dieselmotor über Drehzahlverstellung in fünf Stufen. Außerdem war eine Höchstdrehzahlbegrenzung für 1.600 Umdrehungen pro Minute vorhanden. Der Drehzahlversteller wurde durch einen Elektromotor angetrieben. Die Übertragung auf das Reglergestänge wurde durch einen Servokolben übertragen, dieser war mit dem Motorschmieröldruck beaufschlagt. Angelassen wurde der Motor elektrisch durch einen Anlasser oder den Hauptgenerator. Zum Abstellen des Motors wurde über ein Abstellmagnet der Servokolben drucklos geschaltet und damit die Kraftstoffzufuhr unterbrochen.

### Kühl-, Schmier-, Luftsystem
Der Motor war wassergekühlt. Die Rückkühlung des Motorschmieröles besorgte ein Ölkühler von Windhoff. Der Kühler war im Maschinendrehgestell gelagert und durch ein Lüfterrad, das vom Motor angetrieben wurde, gekühlt.
Die von der Kurbelwelle angetriebenen Stirnräder trieben eine einstufige Zahnradpumpe für das Schmiersystem der Lager, Pleuel und Zylinder an. Gleichzeitig war eine Vorschmierung vor dem Starten vorgesehen, um den Motorstart mit nur teilgeschmierten Lagern zu vermeiden.
Die für den Dieselmotor benötigte Verbrennungsluft wurde durch an den Fahrzeugseiten befindlichen Öffnungen und flexible Kanäle über ölbenetzte Filter angesaugt. Die Verbrennungsabgase wurden zentral über dem Motor zu der Abgashutze auf dem Dach geleitet.

## Technische Daten
| Kenngröße                      | Einheit    | Wert      | Bemerkung |
| ------------------------------ | ---------- | --------- | --------- |
| Nennleistung                   | kW         | 309       | 420 PS    |
| Nenndrehzahl                   | min−1      | 1.400     |           |
| Leerlaufdrehzahl               | min−1      | 700       |           |
| Zylinderbohrung                | mm         | 175       |           |
| Kolbenhub                      | mm         | 180       |           |
| Gesamthubvolumen               | l          | 51,96     |           |
| Verdichtungsverhältnis         |            | 13,5      |           |
| mittlere Kolbengeschwindigkeit | m/s        | 8,4       |           |
| mittlerer Arbeitsdruck         | bar        | 5,19      |           |
| Zündhöchstdruck                | bar        | 70        |           |
| Kraftstoffverbrauch            | g/PSh      | 192...195 |           |
| Motormasse                     | kg         | 3.330     |           |
| Motorlänge                     | mm         | 2.220     |           |
| Motorbreite                    | mm         | 1.450     |           |
| Motorhöhe                      | mm         | 1.475     |           |
| Beschaffungspreis mit Zubehör  | Reichsmark | 33.500    |           |

## Mit dem Motor zur Auslieferung ausgerüstete Fahrzeuge
| Baureihe                            | erste Lieferung | Reichsbahn-Skizzenblatt oder Bauartbezeichnung | Kraftübertragung | Fahrzeug erhalten | Bemerkung                  |
| ----------------------------------- | --------------- | ---------------------------------------------- | ---------------- | ----------------- | -------------------------- |
| DR 137 074                          | 193             | Triebwagen mit Essener Grundriss               | elektrisch       | n                 |                            |
| DR 137 094 bis 110, 137 164 bis 223 | 1935            | Triebwagen mit Einheitsgrundriss               | elektrisch       | j                 | Bahnbetriebswerk Stralsund |
| DR 137 160 und 161                  | 1937            | Triebwagen mit Einheitsgrundriss               | hydraulisch      | n                 |                            |

## Betriebserfahrungen
Von Problemen beim 137 074 abgesehen, haben die Motoren ihre Betriebsreife erreicht. Ausgewechselt wurden die Motoren erst nach dem Zweiten Weltkrieg durch solche von Maybach.
Die Schwachstelle der Motoren war die zweifache Ausführung der Kurbelwelle mit dem gemeinsamen Abtrieb, was mehr Material und Instandhaltung verlangte.